# Vaeltava laulaja
Vaeltava laulaja (Fins voor De dwalende minstreel) is een compositie van Fridrich Bruk.
Bruk kreeg het verzoek van bariton Gabriel Suovanen voor een nieuw werk. Suovanen was zanger bij de Finse Opera in Helsinki. Bruk haalde er teksten bij van Tamperes dichter Oiva Paloheimo uit diens gelijknamige bundel uit 1935. Tampere is sinds jaar en dag het thuis van Bruk en de geboorteplaats van Paloheimo.
Bruk leverde het werk in 2000 op. Het bevat zeven delen:
1. Trubaduuri (Troubadour)
2. Hyvä maa (Het goede land)
3. Taivas hatussa (De hemel in een hoed)
4. Kesäilta Kangasalla (Zomernacht in Kangasala)
5. Rakkaus (De liefde)
6. Paloa (Het vuur)
7. Kehrääjät

Bruk schreef dit oratorium voor
- sopraan
- bariton
- heren-, dames- en gemengd koor
- 3 dwarsfluiten, 3 hobo’s, 2 klarinetten, 3 fagotten
- 4 hoorns, 2 trompetten, 3 trombones, 1 tuba
- pauken, 4 man/vrouw percussie, 1 harp, 1  piano
- violen, altviolen, celli, contrabassen